# Eubiot
Eubiot fou un rei del Bòsfor Cimmeri.
Era amic dels escites i vivia exiliat al país dels sauromates. Fou cridat de l'exili i posat al tron a la mort del seu germanastre Leucanor. Adimarc rei de Maquilene (Machylene) va envair el país per recuperar a la seva promesa Mazea, que havia caigut en mans de l'escita Macentes que la va entregar a l'ambaixador escita Arsacomes, que n'estava enamorat.
Llavors Eubiot i Adimarc es van aliar i al front dels grecs, alans i sàrmates van envair el país dels escites amb noranta mil homes, però Arsacomes va reunir forces fins a trenta mil; la superioritat dels primers es va imposar i l'exèrcit escita va quedar dividit en dos parts, una que va fugir i una que va aguantar; els caps escites Loncates i Macentes van quedar ferits i llavors Arsacomes, al mig de la batalla, els va voler ajudar i va atacar a Adimarc al que va matar; els maquiles es van desbandar per la manca del seu cap i van ser seguits dels alans i finalment dels grecs, i els escites van obtenir una sorprenent victòria.
El va succeir Sàtir III.